# Všichni hrajeme divadlo
Všichni hrajeme divadlo (anglicky The Presentation of Self in Everyday Life) je dílo Ervinga Goffmana z roku 1959, v němž zkoumá společenský život za pomoci analogie divadelního představení. Ukazuje, jak člověk v obvyklých pracovních situacích prezentuje sám sebe a svou činnost před ostatními, jak řídí a kontroluje dojem, který si o něm okolí vytvoří. Popisuje, jak už z názvu vyplývá, naši sebeprezentaci v každodenním životě a techniky udržení dojmu. Na základě této knihy vzniklo i celé odvětví interpretativní sociologie označované jako dramaturgická sociologie.

## Základní pojmy

### Role (úloha)
Role je předem stanovený vzorec jednání, který je předváděn během představení a který může být prezentován či odehrán i při jiných příležitostech. Jednotlivé herecké výkony se liší. Goffman podle přesvědčení o roli, kterou člověk hraje, rozděluje jedince na „upřímné“ a „cyniky“. Upřímný herec se se svým výkonem zcela ztotožňuje. Cynik je oproti tomu účinkující, který se se svou rolí vůbec neztotožňuje. Většina skutečných výkonů se pohybuje na škále mezi těmito extrémy.

### Diskrepantní role
Označení pro postavy, které se přímo nepodílí na výkonu herců, ale mají o něm větší množství informací než obyčejné obecenstvo. Goffman do této skupiny zařazuje kupříkladu specialisty, důvěrníky, poslíčky či prostředníky. Tito lidé vidí účinkujícím „pod pokličku“, byť se nepodílí na představení jako takovém. Mají informace, kterými by mohli případně zdiskreditovat účinkující nebo ohrozit celé představení.

### Fasáda
Fasáda je standardní výrazové vybavení, které jednotlivec záměrně či mimoděk užívá během svého výkonu. Je to ta část jednotlivcova představení, která slouží obecným a ustáleným způsobem k výkladu situace pro ty, kdo představení sledují. Skládá se ze dvou částí:
- Scéna – životní prostředí člověka, stálejší část představení (místnost, nábytek, okolí atd.)
- Osobní fasáda – de facto sám jedinec, zahrnuje jeho vzhled a způsob vystupování (jeho pohlaví, věk, mimiku a gestikulaci) – proměnlivější část představení

### Tým
Tým je soubor jednotlivců, kteří spolupracují na realizaci jedné úlohy. Vyznačují se určitým tajemstvím, které mají před nečleny, důvěrnou spoluprací a familiárností. Členové týmu během představení stojí při sobě a prezentují jednotné stanovisko týmu. Cílem účinkujícího je zachovat určitý výklad situace, který je vlastně jeho tvrzením o tom, co je podle něj skutečnost. Tým, který ovládá dějiště interakce, nazýváme jako účinkující. Tým sledující výkon je obecenstvo. Režisérem je pak člověk, který řídí interakci jako dramatické představení. Stará se, aby vše proběhlo tak, jak má (usměrňuje neukázněné aktéry, přiděluje role, povzbuzuje atp.).

### Region
Region je místo do určitého stupně ohraničené bariérami vnímání (vizuálními, zvukovými a časovými). Goffman hovoří o předním a zadním regionu. Do předního regionu se dává to, co má být viděno, a do zadního to, co viděno být nemusí, ale pro správný chod předního regionu je nezbytné.
- Přední region = jeviště, scéna, dějiště představení. Označuje místo, kde představení probíhá. Zde se jedinci snaží vzbudit určitý dojem u obecenstva.
- Zadní region = zákulisí, místo, kde mohou herci vystoupit ze své role, místo odpočinku, uvolnění, kde mohou být herci sami sebou. Účinkující si musí své zákulisí chránit, aby do něho obecenstvo žádným způsobem neproniklo. Zákulisní jazyk zahrnuje vzájemné tykání, užívání hrubého jazyka, sexuální poznámky, nadávky, žvýkání atd.

## Management dojmů
Jedinec prezentující sám sebe v sociální interakci kontroluje dojem, který si o něm obecenstvo utváří, management dojmů tedy volně označuje umění řídit dojmy. V této situaci se všichni přítomní (účinkující i obecenstvo) snaží nějakým způsobem situaci vyložit, definovat. Tak se podle Goffmana vytváří jakýsi interakční modus vivendi, neboli pracovní konsensus o povaze situace. Účastníci interakce přitom docházejí k jednomu společnému výkladu toho, co se právě děje. Interakce tak může proběhnout hladce a bezkonfliktně.
Když je jednotlivec ve společnosti druhých, snaží se ostatní získat o něm informace, které jim pomohou vyložit nastalou situaci. Obecenstvo posuzuje výkon jedince podle verbálních i neverbálních projevů. Verbální sdělení může člověk lépe kontrolovat, publikum však přihlíží k celkovému dojmu, který v nich druhý vyvolává. Berou v úvahu tedy i neverbálním informace, které účinkující vyjadřuje prostřednictvím mimiky, gestikulace či tělesného postoje. Jedna část sdělení také často slouží jako ověření pro druhou část (říká, že mluví pravdu, ale vyplývá to i z jeho vzezření?).

## Rozdíl mezi prvním a druhým vydáním knihy
Kromě kosmetických změn obsahuje novější verze knihy i zásadní změny oproti prvnímu vydání. Setkáme se v ní s důležitými doplňky, novou částí v úvodní kapitole a rozšířením závěru. Manning se domnívá, že tyto dodatky převrací i hlavní argument knihy a mění celkový směr Goffmanovy práce jakožto celku. Ve druhém vydání si Goffman uvědomuje zřejmé nedostatky svého původního modelu. Stejně tak v začátku své pozdější knihy Frame Analysis uvádí, že nikdy nezamýšlel, že by dramaturgická metafora měla být brána doslovně, jak bývá někdy vykládáno, spíše má sloužit jako koncepční rámec pro analýzu interakcí. Píše, že celý svět rozhodně není jevištěm.
Ve druhém vydání je zřetelné metodologické omezení divadelní metafory a podstatné omezení dramaturgického předpokladu, že jsme všichni (jen) cynickými manipulátory. Jedním z klíčových rozdílů mezi oběma vydáními je, že první pojímá divadelní analogii optimisticky, zatímco druhé spíše pesimisticky. K tomu podle Manninga dochází ze dvou důvodů. Zaprvé, protože divadelní interpretace počítá s cynickým jedincem jakožto vlastníkem two selves (dvou identit – manipulativního a performativního já), a za druhé, protože Goffman začal svou divadelní analogii chápat spíše metonymicky, jako vystižení jen malé oblasti celé společnosti.

## Problém divadelní metafory
Goffman využívá analogii divadelního představení k popsání a vysvětlení zákonitosti lidské sociální interakce. Vtipnou a srozumitelnou formou ve své práci analyzuje každodenní život lidí, takže se kniha těší velké popularitě u odborníků i laické veřejnosti. Bývá proti ní však několik výhrad. Divadelnímu příměru bývá vytýkáno přílišné zjednodušení, sociální skutečnost je přitom mnohem složitější. Teorie také nenabízí žádné praktické postupy při řešení konfliktu rolí a celkově má v oblasti metodologie značná omezení.
Goffman narušil představu, že lidé svým jednáním vyjadřují svou identitu. Podle jeho pojetí komunikujeme skrze masky, kterými své já z větší či menší míry zastíráme. Nedostatkem jeho divadelní metafory je ale neúplnost jeho vysvětlení, nedozvídáme se, kde a jak takové masky vznikají. P. Manning poznamenává, že dramaturgická metafora je užitečným vodítkem pro chování na veřejných prostranstvích, ale není to ideální způsob, jak analyzovat působení pravidel v každodenním životě.

## Kritika
V reakci na Goffmanovu knihu zaznívaly především dvě kritiky. Zaprvé to byly stížnosti na přílišnou cyničnost, zdůrazňování intrik, jednoduše příliš mnoho funkcí vlastní vůle člověka a cíleného ovlivňování vlastního chování. Druhou výtkou byla ignorace struktur moci, postavení a třídních nerovností. Zaznívaly i otázky morálního charakteru, hodnot nebo byla přetřásána souvislost s utilitarizmem.
Goffmanovo pojetí bylo vychvalováno, že dobře odráží nový svět marketingu a propagace, ale na druhou stranu byla Goffmanova teorie také obviněna z toho, že se pesimisticky dívá na povahu člověka i společnost jako celek. Johnson Williams tvrdí, že Goffman může být někdy nepopulární, protože se zaměřuje na negativní sféru společnosti a přesto nenabízí žádná doporučení, jak s tím dále naložit. Phil Manning Goffmanovu práci ale brání a vidí na tomto přístupu i pozitivum. Na rozdíl od tradičního antropologa, který rozšiřuje naše obzory tím, že nás informuje o jiných společnostech, Goffman nám ukazuje složitost naší vlastní. Na to pak mohou volně navazovat další práce rozvíjející téma a nabízet další řešení.
Alvin Gouldner uvádí, že dramaturgický model nám ukazuje situačnost života jako kousek celku vyříznutý z času, historie i společnosti, spíše než by se pokoušel vysvětlit fungování společnosti jako celku. Než by tedy nabízel jiný pohled na svět jako takový, tak nám nový model nabízí nové pojetí dílčí části složitějšího celku. Gouldnerovi ale vadí, že Goffman nevysvětluje, proč člověk dá přednost jedné identitě před jinou a proč ostatní přijímají nebo odmítají prezentaci jeho vybraného já. Ani neobjasňuje, jestli moc a bohatství mají vliv na schopnost úspěšně promítat zvolené self.